# Інозин
Інозин (англ. Inosine, лат. Inosinum) — природна хімічна сполука, що складається із пуринової основи гіпоксантину та вуглеводу рибози, та застосовується як лікарський препарат у країнах, що входили до складу колишнього Радянського Союзу. Інозин може застосовуватися як перорально, так і парентерально (у вигляді внутрішньовенної ін'єкції). Застосовується інозин також у бодибілдингу для покращення роботи серцево-судинної системи та нарощування м'язової маси. Інозин уперше синтезований у Японії в 70-х роках ХХ століття, та випускався під назвою «Інозіє-Ф», проте широкого розповсюдження у світі інозин не набув у зв'язку із недоведеною ефективністю. Як лікарський препарат широко використовувався у колишньому Радянському Союзі під торговельною маркою «Рибоксин», у інших країнах світу не набув широкого розповсюдження.

## Фармакологічні властивості
Інозин — природний препарат, що по хімічному складу є сполукою пуринової основи гіпоксантину та вуглевода рибози. Інозин у нормі є природним метаболітом людського організму, у значній кількості присутній також в організмі риб, експериментально застосовувався як харчовий стимулятор у розведенні деяких промислових риб (калкан великий, жовтохвіст японський). Інозин як лікарський препарат, в українській фармакопеї належить до групи метаболічних препаратів. У Міжнародній фармакопеї інозин належить до противірусних препаратів, які застосовуються в дерматології. Згідно з інструкцією виробників, інозин стимулює синтез нуклеотидів, посилює активність деяких ферментів циклу Кребса. Інозин є метаболічнним попередником АТФ. Проникаючи в клітини міокарду, покращує енергетичний обмін у міокардіоцитах, має також антигіпоксичну та антиаритмічну дію, покращує коронарний кровообіг. Інозин також має здатність зменшувати симптоми інтоксикації серцевими глікозидами. Також, згідно з інформацією виробників препарату, інозин покращує функціональний стан нирок при їх ішемії в умовах оперативних втручань. Інозин також покращує функціональний стан печінки при її хронічних захворюваннях, особливо внаслідок алкогольної інтоксикації. Також інозин покращує функцію органу зору при відкритокутовій глаукомі. Згідно з частиною джерел, інозин також покращує засвоювання кисню тканинами організму шляхом підвищення концентрації в еритроцитах біфосфогліцерату, який сприяє покращенню засвоєнню кисню, а також покращує адаптацію до фізичних навантажень та інших неблагоприємних умов. Згідно з даними сучасних клінічних досліджень, застосування інозину, особливо у кардіології, є фармакологічно необґрунтованим, оскільки його дериват — АТФ — утворюється в організмі у значно більшій кількості в нормі, тому введення інозину або препаратів чистого АТФ суттєво не збільшить його кількості в організмі. Окрім того, в умовах ішемії транспорт інозину до клітин міокарду є затрудненим у зв'язку із погіршенням коронарного кровообігу. Інозин також застосовується в бодибілдингу для нарощування м'язової маси та покращення функціонального стану серцево-судинної системи. Згідно з деякими джерелами, інозин був популярний серед важкоатлетів колишнього СРСР у зв'язку із тим, що він не був включений у список заборонених для спортсменів препаратів. Проте, згідно з частиною досліджень, значного покращення спортивних показників при застосуванні інозину не виявлено. Проводяться клінічні дослідження по застосуванню інозину при інсульті, розсіяному склерозі та паркінсонізмі. Похідне інозину — інозин пранобекс — застосовується як противірусний препарат, хоча його ефективність заперечується частиною дослідників.
Фармакокінетика інозину вивчена недостатньо у зв'язку із тим, що він є природним метаболітом людського організму, і кількісну оцінку його метаболічних показників провести важко. Встановлено, що інозин добре всмоктується після перорального застосування, метаболізується у печінці з утворенням глюкуронової кислоти і подальшим її окисленням. Виводиться з організму інозин переважно нирками, частково із жовчю та фекаліями. Період напіввиведення препарату не встановлений.

## Показання до застосування
Згідно з інструкцією по застосуванню препарату, інозин застосовується у лікуванні ішемічної хвороби серця (у тому числі постінфарктного кардіосклерозу), аритміях (у тому числі внаслідок передозування серцевих глікозидів), міокаркардіодистрофіях, вадах серця, гепатитах та цирозах печінки, жировому гепатозі та алкогольних ураженнях печінки, для профілактики лейкопенії при радіаційному ураженні, для захисту нирок від ішемії при операціях на відкритих нирках, при відкритокутовій глаукомі, урокопропорфірії.

## Побічна дія
При застосуванні інозину побічні ефекти виникають рідко. Згідно з інформацією виробника, найчастішими побічними ефектами є алергічні реакції у вигляді висипань на шкірі, свербіння шкіри, кропив'янки. Може спостерігатись підвищення рівня сечової кислоти в крові, при тривалому застосуванні може спостерігатися загострення подагри. Згідно з даними частини інструктивних джерел, можливе виникнення тахікардії, артеріальної гіпотензії, загальної слабкості, а також місцевих реакцій при внутрішньовенному введенні препарату.

## Протипокази
Інозин протипоказаний при підвищеній чутливості до препарату, подагрі, підвищенні концентрації сечової кислоти в крові. З обережністю призначається препарат при порушенні функції нирок.

## Форми випуску
Інозин випускається у вигляді 2 % розчину для ін'єкцій у ампулах по 5, 10 та 20 мл; таблетках по 0,2 г. Для застосування у бодибілдингу інозин випускається у вигляді желатинових капсул по 0,5 г та у комбінції з фруктозою або глюкозою по 0,5 г інозину та 0,1 г глюкози або фруктози. Інозин також випускається у комбінації з β-ацетилдигоксином, надидом та оксифедрином під торговельною маркою «Аденоцин»; з бурштиновою кислотою, меглюміном, метіоніном та нікотинамідом під торговельною маркою «Ремаксол»; з бурштиновою кислотою, рибофлавіном та нікотинамідом під торговельними марками «Цитофлавін» та «Церебронорм».